# 1917
1917（千九百十七、一九一七、せんきゅうひゃくじゅうなな）は、自然数また整数において、1916の次で1918の前の数である。

## 性質
- 1917は合成数であり、約数は 1, 3, 9, 27, 71, 213, 639, 1917 である。
  - 約数の和は2880。
- すべての桁が奇数の259番目の数である。1つ前は1915、次は1919。(オンライン整数列大辞典の数列 A014261)
- 1917 = 584 + 1333 = (81 + 82 + 83) + (360 + 361 + 362)
- 1917 = 33 × 71
  - 2つの異なる素因数の積で p3 × q の形で表せる78番目の数である。1つ前は1912、次は1928。(オンライン整数列大辞典の数列 A065036)
- 連続素数を2つずつのペアにし降順に並べた4番目の数である。1つ前は1311、次は2923。(オンライン整数列大辞典の数列 A007797)
- 19172 = 10! + 8! + 7! + 6! + 3! + 2! + 1!
  - n2 が階乗の和で表せる14番目の数である。1つ前は635、次は1183893。(オンライン整数列大辞典の数列 A014597)
- 1917 = 1936 − (1 + 9 + 3 + 6)
  - n = 44 のときの n2 とその各位の和の差とみたとき1つ前は1827、次は2016。(オンライン整数列大辞典の数列 A224977)
- 各位の和が18になる111番目の数である。1つ前は1908、次は1926。

## その他 1917 に関連すること
- 西暦1917年
- 1917 命をかけた伝令は、2019年のアメリカ映画。